# L'Amour au téléphone

L'Amour au téléphone est une chanson de Sheila sortie en 1980. Il s'agit d'une adaptation de Jean Schmitt et Claude Carrère de la chanson Love on the phone de Suzanne Fellini (Editions Warner Chappell SA). 
Cette chanson évoque avec humour le réseau du téléphone rose, et les déviations sexuelles,.

## Production
- 45 tours en face B du single Pilote sur les ondes.
- Contenue dans l'album Pilote sur les ondes